# 34901 Mauna Loa
34901 Mauna Loa è un asteroide della fascia principale. Scoperto nel 1960, presenta un'orbita caratterizzata da un semiasse maggiore pari a 3,2650029 UA e da un'eccentricità di 0,1984449, inclinata di 0,37376° rispetto all'eclittica.